# Black Bullet
Black Bullet (ブラック・ブレット Burakku Buretto?) es una serie de novelas ligeras japonesas escritas por Shiden Kanzaki e ilustradas por Saki Ukai. Fueron publicadas bajo el sello Dengeki Bunko de ASCII Media Works. La serie comenzó a publicarse el 10 de julio de 2011 y 7 volúmenes han sido publicados en abril de 2014. Una serie manga comenzó la serialización el 27 de agosto de 2012 en la ASCII Media Works Dengeki Maoh. Una adaptación al anime por Kinema Citrus y Orange se anunció en el Festival de Otoño de Dengeki Bunko 2013 el 6 de octubre de 2013 y salió al aire desde el 8 de abril de 2014 al 1 de julio de 2014.

## Argumento
En el año 2021, la humanidad es atacada y diezmada por la epidemia Gastrea, un virus parásito que se manifiesta en forma de monstruos gigantes con aspecto de insectos, y se ven obligados a vivir dentro de las paredes de El monolito, un territorio que se crea a partir de Varanium: un metal negro que es capaz de someter a los Gastrea.  Por otro lado, las niñas que nacen infectadas con el virus Gastrea (como consecuencia de un ataque a la progenitora durante el embarazo) obtienen habilidades sobrehumanas, como resultado, se estudiaron y se denominaron "La gente maldita". Debido a la intervención del virus Gastrea, sólo "las niñas malditas" tenían los ojos rojos y conservaban aspecto infantil.
Se formaron los grupos de "seguridad civil" especializados para luchar contra los Gastrea, operando en parejas conformadas de un iniciador (las niñas malditas) y un promotor, que sirve para guiar a las hijas malditas. Diez años después de la epidemia, Rentaro Satomi, un estudiante de preparatoria quien es también un promotor de la Agencia de Seguridad Civil Tendo, propiedad de su amiga de la infancia Kisara Tendo, junto con su iniciador, Enju Aihara, lleva a cabo misiones para evitar la destrucción del área de Tokio y el mundo.

## Personajes

### Agencia de Seguridad Civil Tendo
Rentarō Satomi (里見 蓮太郎 Satomi Rentarō?)
Seiyū: Yūki Kaji Carlo Vázquez (español latino)
Él es un estudiante de segundo año en la Escuela Secundaria Magata y también un promotor en la Agencia de Seguridad Civil Tendo. Sus padres murieron en la guerra contra los Gastrea hace diez años, y fue adoptado por la familia Tendo, pero abandonó la familia junto con Kisara. Rentaro perdió su pierna derecha, brazo derecho y ojo izquierdo en una pelea con un Gastrea para proteger a Kisara, y fue salvado por el "Plan de Creación para el Nuevo Humano" de Sumire, que reemplazó sus miembros perdidos con Varanium. Usa como arma una pistola semiautomática croata HS2000 y es un principiante en las artes marciales del estilo Tendo. A lo largo de la serie, muestra sentimientos hacia Kisara. 
Enju Aihara (藍原 延珠 Aihara Enju?)
Seiyū: Rina Hidaka Lucia Súarez (español latino)
Ella es una niña maldita, y es la iniciadora modelo conejo de Rentaro en la Agencia de Seguridad Civil Tendo. Ella vive con Rentaro, fue a la escuela primaria con normalidad hasta que su condición de "niña maldita" fue revelada durante el incidente con Kagetane Hiruko, y por lo tanto se vio obligada a transferirse de escuela. Cuando se introdujo por primera vez a Rentaro por el Organismo Supervisor Iniciador Internacional (OSII) Enju tenía problemas graves de confianza, pero ha mejorado al llevarse bien con Rentaro, y eventualmente ella se enamora de él.
Kisara Tendō (天童 木更 Tendō Kisara?)
Seiyū: Yui Horie Desireé González (español latino)
Es la presidenta de la Agencia de Seguridad Civil Tendo. Originaria de la familia Tendo, ella dejó a la familia después de cierto conflicto, junto con su amigo de la infancia Rentaro. Los riñones de Kisara apenas funcionan debido a que presenció como sus padres iban siendo devorados por los Gastrea. Convencidos de que la muerte de su padre está relacionada con la familia Tendo, juró venganza y es muy hábil en las artes marciales de estilo Tendo, pero es incapaz de luchar por largos períodos de tiempo debido a su condición corporal. Kisara tiene sentimientos por Rentaro que también muestra signos de que están correspondidos, pero sus intentos de mejorar sus relaciones suelen ser interrumpidas por otra persona, especialmente Enju. Sin embargo, su obsesión con la promulgación de venganza contra el clan Tendo es una fuente de preocupación para Rentaro, que teme que puede conllevar un día a su separación.
Tina Sprout (ティナ・スプラウト Tina Supurauto?)
Seiyū: Tomoyo Kurosawa Diego Estrada (español latino)
Tina es un producto de soldados mecanizados de Ayn Rand y antiguamente una iniciadora modelo búho. Ella recibió la orden de asesinar a Seitenshi por Ayn pero fue frustrado por la interferencia de Enju y finalmente derrotada por Rentaro. Seitenshi le dio un trato especial y sólo pidieron mantenerla bajo observación
contratada por la Agencia de Seguridad

### Área de Tokio
Seitenshi (聖天子 Seitenshi?)
Seiyū: Aki Toyosaki
Su verdadero nombre es desconocido. Seitenshi es el gobernante del área de Tokio, una de las cinco áreas más grandes de Japón después de la guerra. Ella es idealista y quiere que todos sean capaces de vivir en armonía. Impulsó recientemente las leyes básicas de derechos humanos para los "niños malditos" y ha incitado a la insatisfacción de las generaciones desfavorecidas.
Kikunojō Tendō (天童 菊之丞 Tendō Kikunojō?)
Seiyū: Tamio Ōki
El actúa como asesor de Seitenshi y tiene mayor poder político, también es el abuelo de Kisara y el padre adoptivo de Rentaro. Debido a que su mujer fue asesinada por los Gastrea hace 10 años, él está extremadamente descontento con Seitenshi por realización de los derechos humanos para los "niños malditos", solicitando así a la pareja Hiruko para crear una conmoción.
Sumire Muroto (室戸 菫 Muroto Sumire?)
Seiyū: Yūko Kaida
Sumire es una de los cuatro sabios y la persona encargada del "Plan de creación del nuevo humano" y una investigadora en una escuela de medicina cerca a la secundaria Magata.
Miori Shiba (司馬 未織 Shiba Miori?)
Seiyū: Ami Koshimizu
Ella es la presidenta del consejo estudiantil de la secundaria Magata y la patrocinadora de Rentaro. Ella y Kisara se odian entre sí debido al hecho de que ambos tienen un sentimiento de amor hacia Rentaro.
Kagetane Hiruko (蛭子 影胤 Hiruko Kagetane?)
Seiyū: Rikiya Koyama
Kagetane era antes un promotor en una Agencia de Seguridad Civil, pero revocaron su licencia debido a la matanza excesiva. Kagetane es un producto del "Plan de creación del nuevo humano", y además pidió destruir el área de Tokio. Su pareja es finalmente derrotado por Rentaro y Enju, pero más tarde vuelve a aparecer para ayudarles en la Tercera Guerra Kanto.
Kohina Hiruko (蛭子 小比奈 Hiruko Kohina?)
Seiyū: Aoi Yūki
Kohina es la hija de Kagetane y su sanguinaria iniciadora modelo mantis.
Shōgen Ikuma (伊熊 将監 Ikuma Shōgen?)
Seiyū: Hiromichi Tezuka
Él es un promotor de batalla enloquecido, quien muere en una batalla contra Kagetane Hiruko. A primera vista, es indiferente a su iniciadora, su llamándola su arma. En el manga solamente, en sus últimos momentos, reveló que los veía como iguales, seres que sólo tenían sentido en la batalla y juntos demostraron la existencia del otro.
Kayo Senju (千寿 夏世 Senju Kayo?)
Seiyū: Megumi Han
Kayo es la iniciadora modelo delfín de Shōgen. Ella tiene un coeficiente intelectual de 210, pero no se adapta a las primeras líneas de batalla. Durante su misión de eliminar a la pareja Hiruko, ella se separó de Shōgen y se reunió con Rentaro. A medida que protegía la zona de los Gastrea liderada por la batalla de la pareja Hiruko, la cantidad de virus de los Gastrea en su cuerpo excede el valor crítico, por lo que solicitó que Rentaro le disparara mientras ella seguía siendo humana.
Takuto Yasuwaki (保脇 卓人 Yasuwaki Takuto?)
Seiyū: Subaru Kimura
Él es el guardia personal de Seitenshi, quien es infeliz ya que Rentaro había sido contratado como parte del equipo de protección personal de Seitenshi por los intentos de asesinato de Tina.
Kazumitsu Tendō (天童 和光 Tendō Kazumitsu?)
Seiyū: Kazuyuki Okitsu
Kazumitsu es uno de los cuatro hermanos de Kisara que conspiraron contra sus padres conduciéndole a su muerte. Es un político que se ganó su puesto con el dinero que malversó durante la construcción de uno de los monolitos, mediante la reducción de la concentración de Varanium para reducir costos. Sin embargo, después de que el monolito se fue debilitando es destruido por una invasión Gastrea. Kisara obtiene pruebas de su fraude y los utiliza para forzar un enfrentamiento con él, logrando obtener una confesión antes de morir por las manos de Kisara.

### Tropas de la tercera guerra de Kanto
Tamaki Katagiri (片桐 玉樹 Katagiri Tamaki?)
Seiyū: Yoshimasa Hosoya
Tamaki es el presidente de la Agencia de Seguridad Civil, que aceptó la petición de Rentaro para unirse a su grupo de apoyo para la tercera guerra Kanto.
Yuzuki Katagiri (片桐 弓月 Katagiri Yuzuki?)
Seiyū: Rumi Ōkubo
Yuzuki es la hermana de Tamaki y su iniciadora modelo araña.
Shōma Nagisawa (薙沢 彰磨 Nagisawa Shōma?)
Seiyū: Shin'ichirō Miki
Shoma es amigo de Rentaro desde hace mucho tiempo y tiene un alto nivel en las artes marciales de estilo Tendo. Se unió a un grupo de apoyo de Rentaro durante la guerra. Se sacrificó para activar la bomba que destruyó el líder del Ejército Gastrea, Aldebarán.
Midori Fuse (布施 翠 Fuse Midori?)
Seiyū: Yui Ogura
Midori era la iniciadora modelo gato de Shoma. Fue atacada por un Gastrea que le inyectó el virus hasta el punto de acortar su vida útil a un mes. Más tarde se suicidó por una herida de bala autoinfligida en la cabeza debajo de un árbol.
Nagamasa Gadō (我堂 長政 Gadō Nagamasa?)
Seiyū: Tesshō Genda
Nagamasa fue el líder de las tropas de seguridad privada durante la guerra. Se disolvió el adyuvante de Rentaro cuando el equipo de este último desobedeció órdenes y lo envió en una misión suicida para matar al Gastrea Pléyades en lugar de la pena capital. Más tarde murió en la batalla.
Asaka Mibu (壬生 朝霞 Mibu Asaka?)
Seiyū: Inori Minase
Asaka es la iniciadora de Nagamasa. Forma una pareja improvisada con Shoma ya que ambos perdieron sus compañeros.
Hidehiko Gadō (我堂 英彦 Gadō Hidehiko?)
Seiyū: Shinji Kawada
Hidehiko era hijo de Nagamasa y líder de la división de Rentaro durante la guerra. Él fue devorado por un Gastrea.
Kokone (心音 Kokone?)
Kokone es la iniciadora de Hidehiko. Ella muere durante la batalla.

### Otros
Shigetoku Tadashima (多田島 茂徳 Tadashima Shigetoku?)
Seiyū: Takashi Matsuyama
Él es un detective, que hace parte del personal que busca a las personas que se encuentran desaparecidas o no se sabe con seguridad que hayan sido asesinadas por un Gastrea.
Matsuzaki (松崎 Matsuzaki?)
Seiyū: Tomomichi Nishimura
Matsuzaki es un anciano que cuida a los "niños malditos" en la zona exterior de Tokio.
Sōgen Saitake (斉武 宗玄 Saitake Sōgen?)
Seiyū: Unshō Ishizuka
Sogen es el gobernante de Osaka y sus alrededores, es un hombre ambicioso que sueña con gobernar el mundo algún día.
Ayn Rand (エイン・ランド Ein Rando?)
Seiyū: Kōsuke Toriumi
Ayn es uno de los cuatro sabios, y encabeza la División de América del Plan Soldado Mecanizado "NEXT". Ayn violó el acuerdo entre los cuatro sabios y mecanizó a "niñas malditas" sanos, creando iniciadores mecanizados llamados "HYBRID". Ayn era antes el promotor de Tina Sprout, pero como Ayn no posee habilidades de combate, actúa como una torre de comandos.
Arthur Zanuck (アーサー･ザナック Āsā Zanakku?)
Arthur es uno de los cuatro sabios, y encabeza la División Australiana del Plan Soldado Mecanizado, "Obelisco".
Albrecht Grünewald (アルブレヒト・グリューネワルト Aruburehito Guryūnewaruto?)
Albrecht es el líder de los cuatro sabios y es quien los reunió a todos ellos, también encabeza la División alemana del Plan Soldado Mecanizado.
Kihachi Suibara (水原 鬼八 Suibara Kihachi?)
Kihachi es un viejo amigo de Rentaro.
Hotaru Kōro (紅露 火垂 Kōro Hotaru?)
Hotaru es el iniciador modelo planaria de Kihachi.
Atsurō Hitsuma (櫃間 篤朗 Hitsuma Atsurō?)
Es un policía y funcionario burócrata de carrera, y actualmente es superintendente.
Yūga Mitsugi (巳継 悠河 Mitsugi Yūga?)
Su nombre código es "Darkstalker".
Rika Kurume (久留米 リカ Kurume Rika?)
Rika es una soldado del Plan de Creación del Nuevo Mundo. Su nombre código es "Colibrí".
Jūgo Katake (鹿嶽 十五 Katake Jūgo?)
Su nombre código es "Swordtail".

## Media

### Novela ligera
| N.º | Título                                                                                               | Fecha De emisión      | ISBN              |
| --- | --- | --------------------- | ----------------- |
| 1   | "Aquellos que quiere ser dioses" "Kami o Mezashita Mono Tachi" (神を目指した者たち)                  | 10 de julio de 2011   | 978-4-04-870596-7 |
| 2   | "vs ingenioso francotirador" "VS Shinsan Kibō no Sogekihei" (VS神算鬼謀の狙撃兵)                     | 8 de octubre de 2011  | 978-4-04-870820-3 |
| 3   | "La destrucción de la humanidad por la llamas" "Honoo ni yoru Sekai no Hametsu" (炎による世界の破滅) | 10 de mayo de 2012    | 978-4-04-886477-0 |
| 4   | "La venganza es mía" "Fukushū Suru wa Ware ni Ari" (復讐するは我にあり)                              | 10 de agosto de 2012  | 978-4-04-886797-9 |
| 5   | "El fugitivo, Satomi Rentarō" "Tōbōhan, Satomi Rentarō" (逃亡犯、里見蓮太郎)                         | 10 de julio de 2013   | 978-4-04-891761-2 |
| 6   | "El errante del purgatorio" "Rengoku no Hōkōsha" (煉獄の彷徨者)                                      | 10 de octubre de 2013 | 978-4-04-866008-2 |
| 7   | "La bala de la revolución mundial" "Sekai Henkaku no Jūdan" (世界変革の銃弾)                         | 10 de abril de 2014   | 978-4-04-866472-1 |

### Manga
| N.º | Fecha De emisión      | ISBN              |
| --- | --------------------- | ----------------- |
| 1   | 27 de mayo de 2013    | 978-4-04-891196-2 |
| 2   | 11 de julio de 2013   | 978-4-04-891805-3 |
| 3   | 11 de octubre de 2013 | 978-4-04-891970-8 |
| 4   | 27 de junio de 2014   | 978-4-04-866665-7 |

### Anime
Una adaptación a serie de anime por Kinema Citrus se anunció en el Festival de Otoño de Dengeki Bunko 2013 el 6 de octubre de 2013, y se estrenó en abril de 2014. La serie fue recogido por Crunchyroll para los flujos de transmisión simultánea en Norteamérica y otras partes selectas del mundo. El anime ha sido licenciado por Sentai Filmworks para un lanzamiento de digital y en vídeo hogar en América del Norte.
El tema de apertura es "Black Bullet" por fripSide y el tema de cierre es "Tokohana" (トコハナ?) por Nagi Yanagi.